# Crossotus ugandae
Crossotus ugandae är en skalbaggsart som beskrevs av Stefan von Breuning 1936. Crossotus ugandae ingår i släktet Crossotus och familjen långhorningar. Inga underarter finns listade i Catalogue of Life.